# FTL Deutschland
FTL Deutschland (Farhad Television Live) war ein deutschsprachiger privater Fernsehsender. Am 20. April 2012 startete der Sender über Satellit. Zunächst war nur eine Animation des Senderlogos mit dem Verweis auf dessen Internetseite zu sehen. Ab dem 21. November 2012 lief ein Trailer, der FTL als Vollprogramm ankündigte. Ende November bis Dezember 2012 wurden dem Trailer fast täglich einige Szenen hinzugefügt. Am 19. Dezember 2012 hat der Sender ohne Ankündigung sein Programm gestartet. Um 19 Uhr wurde das erste Mal die Gewinnspielsendung Glückspilz ausgestrahlt. Danach folgten Musikvideos, passend zur Weihnachtszeit. Gesendet wurde im veralteten Bildformat 4:3. Am 2. August 2013 wurde der Sendebetrieb von FTL Deutschland auf Astra eingestellt. Zattoo und eigener Livestream waren davon nur kurz betroffen. Am 19. August begann FTL seine Website komplett zu erneuern. In einer Pressemitteilung verkündete FTL, dass für 2014 Filme, Serien, Telenovelas und Live-Sport geplant seien.
Anfang Oktober 2013 hat FTL offenbar seinen Sendebetrieb komplett eingestellt. Auch der Livestream ist seit diesem Zeitpunkt nicht mehr zu empfangen. Die Homepage des Senders war zwischenzeitlich offline und u. a. von 2015 bis 2018 eine Baustellenseite. 2018 wurde die Webseite verkauft und ist derzeit zum Kauf erhältlich.
Im Januar 2015 war der ursprüngliche Trailer des Senders auf dem Satelliten Eutelsat 33E (frühere Bezeichnung Hot Bird 13D) wieder zu sehen unter der Kennung „TEST-CHALLENGER-TELEPORT“. Ein erneuter Sendestart blieb jedoch aus.

## Liste der Sendungen
| Zeichentrick („Fantasieland“) - Robin Hood (Anime) - Lupo Alberto - Z wie Zorro - Das Dschungelbuch (3D-Animationsserie) - Simba, der Löwenkönig - Christopher Columbus - Ulysses - Magic Sport Dokumentation - Low Cost – Günstig unterwegs - Grenzenlos - Alte Welt - Lai Kan Ba – Entdeckungsreise durch China - Welt Natur | Sport - Global Football – Weltfußball Aktuell - FIBA Weltbasketball aktuell - Goodwood – Rennfahren auf adlige Art - Footballers Lives – Fußballstars hautnah Musik - Schlager - Charts – Hitlist - Worldbeat - Worldbeat Oriental - Worldbeat Ethnic - Deutsch-Pop - Love Songs - Oldies - Klassik - Classic Music - Party Time | Comedy - Was’n Spaß (Fun-Time) |

Hinzu kamen Call-in-Gewinnspiele und esoterische Lebensberatung über Mehrwert- bzw. Sonderrufnummern.

## Empfang
Der Sender war bis August 2013 über ASTRA 1L, 19,2 Grad Ost empfangbar.
Danach wurde noch in einigen deutschen Kabelnetzen weitergesendet. Noch zum 1. August 2013 wurde die Verbreitung von FTL in deutschen und schweizerischen Kabelnetzen ausgeweitet, ab dem 1. Januar 2014 sollte der Sender auch über Unitymedia verfügbar sein. Dies wurde jedoch  auf Grund der Einstellung des Sendebetriebes nicht mehr umgesetzt.
Im Januar 2015 wurde der Trailer auf Eutelsat 33E (damals Hot Bird 13D genannt, 13° Ost, Frequenz 11179 MHz; Polarisation Horizontal; Symbolrate 27500; FEC 3/4) unter der Kennung „TEST-CHALLENGER-TELEPORT“ erneut ausgestrahlt.